# Lisette Martínez
Lisette Martínez (Condado de San Diego, California, Estados Unidos, 6 de julio de 1984) es una futbolista mexicana nacida en Estados Unidos que juega de delantera.

## Participaciones en Copas del Mundo Sub-20
| Mundial                                        | Sede   | Resultado    | Partidos | Goles |
| ---------------------------------------------- | ------ | ------------ | -------- | ----- |
| Copa Mundial Femenina de Fútbol Sub-19 de 2002 | Canadá | Primera Fase | 3        | 1     |